# Radiotelevisión Caboverdiana
RTC o Radiotelevisión Caboverdiana (en portugués: Rádiotelevisão CaboVerdiana) es el ente público de radio y televisión de la República de Cabo Verde.
Fue creada en 1997 a partir de la fusión de las entidades Radio Nacional de Cabo Verde (RNCV) y Televisión Nacional CaboVerdiana (TNCV).

## Historia
La transmisiones de televisión en Cabo Verde (bajo el nombre de Televisión Experimental de Cabo Verde, TEVEC) comenzaron de manera experimental el 12 de marzo de 1975, y su puesta en funcionamiento ocurre el 31 de diciembre de este mismo año. Las condiciones en que se transmitía eran muy "modestas": pequeñas dependencias, apenas 22 profesionales y transmitiendo 3 veces por semana, durante pocas horas.
Con el paso de los años, TEVEC creció, aumentando sus ingresos y la frecuencia de sus transmisiones.
En los años previos a su fundación, el poeta Corsino Fortes, en ese entonces, secretario adjunto del primer ministro y titular de la cartera de Comunicación Social, se inspira en el modelo televisivo de Islandia, donde existen estaciones de televisión que operan en ciudades pequeñas; y decide probar a modo experimental este modelo en el país.
La modelo de la TEVEC funcionó, especialmente en sus primeros años, con altos y bajos. No exenta de dificultades. Por ejemplo, no pocas veces, las emisiones se interrumpían abruptamente. Afortunadamente, éstas siempre fueron retomadas. 
Con los años, la TEVEC fue evolucionando hacia una televisión pública de naturaleza y vocación nacionales. Esta evolución, lograda gracias a la dedicación de los profesionales, fue complementada gracias a numerosas asociaciones internacionales, especialmente con Portugal, Francia, Angola y otros.
El 1 de junio de 1990, la sigla TNCV (Televisión Nacional CaboVerdiana) marca una nueva era para la televisión en Cabo Verde. Esta deja de ser experimental, y se consolida la idea de una televisora nacional que refleje la cultura y los hechos de sus habitantes. La adquisición de los primeros autos para exteriores, la construcción de un segundo estudio y la creciente capacitación de los operarios y los periodistas fueron grandes logros en esta era.
Finalmente, el 1 de agosto de 1997, el Estado crea la Radio y Televisión Caboverdiana. Sociedad anónima de carácter público que tiene bajo su amparo a Radio Nacional de Cabo Verde (RNCV) y Televisión Nacional CaboVerdiana (TNCV), figura que perdura hasta nuestros días.
Además de su sede central en Praia, la TNCV dispone de delegaciones en las islas de São Vicente, Sal y en el municipio de Santa Catarina, en la isla de Santiago.
En el año 2000, estableció vínculos con la RTP.